# Kolosváry Gábor
Kolozsvári Kolosváry Gábor (Kolozsvár, 1901. augusztus 18. – Szeged, 1968. december 24.) zoológus, entomológus (arachnológus), etológus, hidrobiológus, paleontológus, a biológiai tudományok kandidátusa (1952) és doktora (1958), a Magyar Tudományos Akadémia levelező tagja (1960). Rendkívül széles érdeklődésű tudós volt, aki elsősorban a Kárpát-medencei pókfélék tanulmányozásában alkotott kiemelkedőt, emellett jelentősek voltak etológiai megfigyelései, hidrobiológiai kutatásai (Adriai-tenger, Tisza, barlangi biocönózisok), illetve a Kárpát-medence fosszilis tengerimakk- és korallfaunájára irányuló paleozoológiai vizsgálatai is.
Kolosváry Sándor (1840–1922) jogtudós unokája, Kolosváry Bálint (1875–1954) jogtudós fia, Kolosváry Bálint (1928) grafikus, festőművész apja.

## Életútja
Középiskoláit szülővárosában végezte el. 1919–1920-ban az időközben Budapestre költöztetett kolozsvári Ferenc József Tudományegyetem orvostudományi karának hallgatója volt, majd 1920 és 1925 között az immár Szegeden működő Ferenc József Tudományegyetem természettudományi karán tanult állattant, Apáthy István tanítványaként. Itt szerezte meg bölcsészdoktori oklevelét 1925-ben, természetrajz–földrajz szakos tanári képesítését pedig 1926-ban. 1923-tól az egyetem állattani intézetében gyakornokoskodott, 1925-től tanársegédként folytatta az oktató- és kutatótevékenységet. Ezzel egyidejűleg 1928-tól a Szegedi Tanárképző Főiskola tanára is volt. 1929-ben a Magyar Nemzeti Múzeum állattárába kapott kinevezést, de Szegeden is tovább folytatta a munkát, 1930-ban a város egyetemén magántanári képesítést szerzett a pókfélék ismerettana tárgykörből. A nemzeti múzeumi állattárban 1935-től segédőrként dolgozott, 1945-től pedig a föld- és őslénytár igazgatóőre, 1949-től tudományos munkatársa volt. 1951–1953-ban megbízott előadóként oktatott a budapesti Eötvös Loránd Tudományegyetemen. 1954-ben kilépett a Magyar Nemzeti Múzeumból és visszatért Szegedre, ahol 1954-től haláláig az állatrendszertani (később állatrendszertani és állat-szervezettani) tanszék tanszékvezető egyetemi tanáraként működött. Ezzel párhuzamosan 1957-től haláláig vezette az MTA Hidrobiológiai Főbizottsága általa szervezett Tisza-kutató Bizottságának munkáját.

## Munkássága
Sokoldalú természettudós volt, akit a biológia alaptudományának általános elméleti kérdései is foglalkoztattak, de tudományos életművének leghangsúlyosabb területe az állattan és a hidrobiológia volt. Zoológiai érdeklődése elsősorban az entomológiára, az ízeltlábúak – azon belül a pókok és a kacslábú rákok – vizsgálatára irányult. Nevéhez fűződik az alföldi Tisza mente és Erdély, valamint a magyarországi barlangok pókfaunájának rendszertani és állatföldrajzi szempontú, monografikus feldolgozása és ismertetése (például a Kecske-lyuké). Pályája elején főként etológiai kérdésekkel foglalkozott, s ez a szemlélet végigkísérte zoológusi pályáján: figyelme kiterjedt az ízeltlábúak és általában az állatok viselkedésének tanulmányozására is. A Magyar Nemzeti Múzeum gyűjteményeinek gyarapítása céljából több faunisztikai-állatföldrajzi kutatóúton járt Magyarországon, Románia erdélyi részén, Jugoszláviában és Olaszországban.
Hidrobiológiai kutatásai elsősorban a tengerbiológia egyes kérdéseire irányultak, behatóan foglalkozott az árapályzóna állattársulásaival, valamint a csalánozókkal és a nyelesférgekkel. Két adriai-tengeri expedíciót szervezett és vezetett 1937 és 1939 között, amelyek során bekapcsolódott a spliti oceanográfiai és halászati intézetben, valamint a rovignói (ma Rovinj) tengerkutató állomáson folyó munkálatokba is. Emellett vizsgálta a magyarországi barlangi állat- és növénytársulások ökológiáját, s jelentős érdemeket szerzett a rendszeres Tisza-kutatás megszervezésében. A kezdeményezésére felállított, a folyó élővilágát vizsgáló Tisza-kutató Bizottság vezetése mellett 1965-től haláláig a Tiscia című folyóirat alapító főszerkesztője volt, és jelentősek a Tisza mente tárgyi néprajzával, hagyományos halászatával és településformáival foglalkozó közleményei is.
Paleontológusként elsősorban az őslénytani szempontból jelentős, vízben élt állatcsoportok kiváló ismerője volt. Feldolgozta a magyarországi fosszilis tengerimakk-félékét, s jelentősek voltak az alsó karbon, perm, jura és eocén kori korallokkal kapcsolatos kutatásai is. Ez irányú vizsgálatainak eredményei a geológiai rétegtan és az állatszármazástan számára jelentős hozadékokkal szolgáltak. Nevéhez fűződik a biai és a balatonaligai ősembertelepek felfedezése.

## Társasági tagságai és elismerései
Tudományos eredményei elismeréseként 1960-ban a Magyar Tudományos Akadémia levelező tagjává választották. Éveken át látta el a Magyar Adria Egyesület titkári teendőit, emellett tagja volt a Lyoni Linné Társaságnak (Société linnéenne de Lyon, 1930), a Leideni Biológiai Intézetnek (Instituut Biologie Leiden, 1937–1945), a Német Állatpszichológiai Társaságnak (Deutsche Gesellschaft für Tierpsychologie, 1937–1945), a Nemzetközi Arachnológiai Társaságnak (International Society of Arachnology, 1958), valamint a Nemzetközi Őslénytani Szövetségnek (International Palaeontological Union, 1959).
1964-ben a Magyar Hidrológiai Társaság Bogdánfy Ödön-emlékérmének díjazottja volt.

## Főbb művei
- Adalékok az állatlélektanhoz. Budapest, 1920.
- Az állatok lelki fejlődésének sajátosságairól. Budapest, 1924.
- A szongáriai cselőpókok. Szeged, 1926.
- Tiszavölgyi halászat és település. Budapest, Studium, 1928, 52 p.
- Magyarország kaszáspókjai. Budapest, Studium, 1929, 112 p.
- A fali kaszáspókok tartózkodásáról szélnek és napnak kitett épületfalakon. Tihany, 1930.
- Ökológiai kutatásaim a Bükk hegység barlangjaiban. in: Barlangvilág 1933. (3. köt.) 3-4. füz. 6-13. old.
- Bars vármegye pókszabású faunájának alapvetése. Budapest, 1940. (Dudich Endrével és Szalay Lászlóval)
- Kutatásaim az isztriai Bagnole s egy pár plitvicai barlangban. Barlangvilág, 1938. (8. köt.) 3-4. füz. 42-47. old.
- Tanulmányok néhány alsóbbrendű állat őslénytanához. Szeged, 1944.
- Die Balaniden der Adria. Budapest, 1948.
- Ösztönélet az állatvilágban. Budapest, Művelt Nép, 1953, 42 p.
- Ivadékgondozás az állatvilágban. Budapest, Egyetemi ny., 1954, 27 p.
- Magyarország kréta-időszaki koralljai. in: A Magyar Állami Földtani Intézet Évkönyvei XLII. 1954. 68–163.
- Adatok a magyarországi jura-időszaki korallok ismeretéhez. in: Földtani Közlöny 1954. 235–243.
- A Bükkhegység eocén koralljai. in: Földtani Közlöny 1956. 67–85.
- Apáthy István. Szeged, Szegedi ny., 1956, 16 p.
- Káspi- és Aral-tó környéki neogén Balanidák. in: MTA Biológiai Tudományok Osztályának Közleményei 1962. 203–216. (1962-ben elhangzott akadémiai székfoglalója)
- Über Triaskorallenfauna Ungarns. in: Acta Biologica 1966. 125–137.

## További irodalom
- Szegedi egyetemi almanach : 1921-1995. I. köt. (1996). Szeged, Mészáros Rezső. Kolosváry Gábor lásd 343-344. p. ISBN 963-482-037-9
- Szegedi egyetemi almanach : 1921-1970. Szeged, Márta Ferenc – Tóth Károly, 1971. Kolosváry Gábor lásd 181-182. p.
- Ábrahám Ambrus: Kolosváry Gábor. in: Magyar Tudomány 1969.
- Csepreghyné Meznerics Ilona: Dr. Kolosváry Gábor emlékezete. in: Földtani Közlöny 1969.
- Horváth Anna: Dr. Kolosváry Gábor. in: Hidrológiai Közlöny, 1969.
- A kacslábú rák, a tengeri makk nyomában – Kolosváry Gábor, az adriai magyar tengerkutató (szubjektív riport életéről)